# گلهار جلال
گلهار جلال (زاده: ۱۳۴۶، ولایت کنر) سیاست‌مدار افغانستانی و نماینده مردم کنر در دوره پانزدهم مجلس نمایندگان افغانستان است.

## زندگی‌نامه
گلهار جلال متولد ۱۳۴۶ از ولایت کنر افغانستان است. وی دارای تحصیلات تا مقطع متوسطه است.

## دیگر فعالیت‌ها
- مدیر در مؤسسه تعلیم و تربیت کودکان یتیم و بی سرپرست در پیشاور پاکستان.[۱]